# Sis Hopkins (1941)
Sis Hopkins ist eine US-amerikanische Filmkomödie in schwarz-weiß aus dem Jahr 1941. Regie führte Joseph Santley. Das Drehbuch schrieben Jack Townley, Milt Gross und Edward Eliscu. Die Hauptrolle spielte Judy Canova.

## Handlung
Horace Hopkins, ein Klempner, der mit seiner sehr erfolgreichen Firma zu Reichtum gekommen ist, geht in den Ruhestand. In den Zeitungen wird er daher als nun arbeitslos dargestellt, so dass seine Nichte, Sis Hopkins, ihn und seine Familie einlädt, fürs erste in ihrer Farm zu wohnen. Da seine hochnäsige Frau Clara und seine genauso hochnäsige Tochter Carol damit beschäftigt sind, sich an die Familie Farnsworth heranzumachen – Carol bemüht sich um den Bandleader Jeff, Clara um die Aufnahme in den Zirkel um dessen Mutter – beschließt Horace, Sis zu besuchen. Als er dort ankommt ist die Farm soeben abgebrannt. Daraufhin lädt er Sis in sein Haus ein. Da Sis aber nicht dorthin passt, zum Beispiel verärgert sie die ganze Familie und die gesamte Dienerschaft, indem sie vor sechs Uhr morgens Frühstück zubereitet und alle Hausbewohner lautstark zusammentrommelt, fordert Clara bald vehement, Sis hinauszuwerfen. Daraufhin beschließt Horace, Sis aufs College zu schicken.
Als Horace Sis zum Bahnhof bringt, treffen die beiden den beliebten Professor Colonna. Horace bittet ihn, auf Sis aufzupassen. Im College sind bereits alle Wohnungen belegt. Als Sis dort ankommt, will Ripple, die für die Zimmerzuteilung verantwortlich ist, sie wieder wegschicken. Als sie erfährt, dass Sis die Nichte von Horace, der einige großzügige Spenden an das College gezahlt hat, ist, bringt sie sie bei Carol unter. Die ist darüber gar nicht begeistert, und es wird auch nicht besser, als sie von ihren Freundinnen deswegen ausgelacht wird. Da Sis sehr gut singen kann, bekommt sie bald von Jeff Farnsworth und Professor Colonna die Hauptrolle in der Musicalaufführung, die die beiden planen. Carol ist darüber so wütend, dass sie Clara anruft, die daraufhin sofort zusammen mit Horace anreist. Dieser setzt sich aber gegen Frau und Tochter durch und besteht darauf, dass Sis im College bleibt; Carol könne ja gehen, wenn sie wolle. Carol will aber nicht und überredet Sis, in ihre Sorority einzutreten. Als Aufnahmeritual soll Sis in einer Burlesque-Show auftreten.
Auch dieser Auftritt von Sis wird zum Erfolg. Hinter der Bühne gratuliert Carol Sis, manipuliert aber heimlich deren Kleid, sodass es auf der Bühne auseinanderfällt. Die von Carol gerufene Polizei greift ein. Sis kann mit Hilfe von Professor Colonna fliehen. Auch Vera de Vere, die Hauptdarstellerin der Show flieht sehr leicht bekleidet. Dabei dringt sie in das Hotelzimmer ein, in dem Horace auf Clara wartet. Nur mit Mühe und indem er sich krank stellt gelingt es Horace, Vera vor seiner Frau zu verstecken. Als Vera endlich verschwindet, nimmt sie einen Pelzmantel mit. Clara vermisst den Mantel aber fast sofort und meldet der Polizei, dass er gestohlen wurde. Horace muss aber jetzt den Kranken spielen, weshalb er sich nicht mit Vera treffen kann, die ihm schon bald den Mantel zurückgeben will. Sis hilft ihm und trifft sich mit Vera, wird aber wegen Diebstahls verhaftet, bevor sie den Mantel weitergeben kann. Zwar ist Sis schnell wieder frei, der Dekan verweist Sis aber vom College. Damit kann sie nicht an der geplanten Show teilnehmen, die ein berühmter Produzent besucht, um das neu entdeckte Talent zu sehen. Horace eilt zu der Aufführung und klärt die Sache dem Dekan gegenüber auf. Sis darf nun doch teilnehmen, ist aber bereits dabei, abzureisen. Professor Colonna eilt ihr zum Bahnhof nach und ruft sie buchstäblich aus dem abfahrenden Zug heraus. Die beiden kommen gerade noch rechtzeitig zurück, sodass die Show ein großer Erfolg wird.

## Produktion

### Die Geschichte der FigurSis Hopkins
Die Figur der Sis Hopkins geht zurück auf die US-amerikanische Schauspielerin Rose Melville. Sie spielte die Figur ab den 1890er Jahren in verschiedenen Stücken und Sketchen am Theater. Angesichts der dauerhaften Popularität der Figur entstand 1899 ein Bühnenstück von Carroll Fleming und Edward E. Kidder mit dem Titel Sis Hopkins. 1916 spielte Rose Melville in mehreren Kurzfilmen die Rolle der Sis Hopkins; die Internet Movie Database listet in der Filmografie Rose Melvilles 21 solche Kurzfilme. 1919 wurde das Bühnenstück von Clarence G. Badger, ebenfalls unter dem Titel Sis Hopkins, mit Mabel Normand in der Titelrolle verfilmt. Rose Melville agierte dabei als Beraterin für Mabel Normand.

### Das Drehbuch
Nachdem Judy Canovas erster Film für Republic Pictures, Scatterbrain, ein Überraschungserfolg gewesen war, kam das Studio bei der Suche für den Inhalt des nächsten Films auf das Bühnenstück Sis Hopkins. Für die Verfilmungsrechte soll es 50.000 Dollar gezahlt haben, allerdings meldete Variety, es seien nur 2500 Dollar gewesen. Die Geschichte wurde von F. McGrew Willis und den Drehbuchautoren massiv verändert. Zum Beispiel wurde die aus der Bob Hope Show und den Truppenbetreuungen Bob Hopes bekannte Figur Professor Colonna eingefügt.

### Besetzung und technischer Stab
Für die Rolle des Horace wurde Charles Butterworth verpflichtet. Die Rolle der Carol übernahm Susan Hayward, die damals allerdings noch kein Star war. Jeff Farnsworth wurde von dem Bandleader Bob Crosby dargestellt, dem jüngeren Bruder von Bing Crosby. Aus der Truppe um Bob Hope trat neben Jerry Colonna auch Elvia Allman auf.
Für die Kostüme in Sis Hopkins war Adele Palmer verantwortlich, für das Szenenbild John Victor Mackay.

### Dreharbeiten
Gedreht wurde Sis Hopkins vom 16. Januar bis Ende Februar 1941 in den Republic Studios in Hollywood.

### Musik
In Sis Hopkins werden die Lieder If You're in Love, Look at You, Look at Me, Well! Well!, That Ain’t Hay und Cracker Barrel Count, alle original für den Film von Jule Styne (Musik) und Frank Loesser (Text) geschrieben, gesungen. Dazu kommen Some of These Days von Harry Woods und Arthur Freed sowie Wait for the Wagon von George P. Knauff (Musik) und – möglicherweise – R. Bishop Buckley (Text).
Zudem singt Judy Canova die Arie Ah, fors’è lui che l’anima aus der Oper La traviata von Giuseppe Verdi.

### Das Hays Office
Da im Originaldrehbuch eine „Stripszene“ enthalten war, griff das Hays Office bereits früh ein. Daraufhin einigte man sich darauf, dass Sis sich nicht selbst entkleiden, sondern das Opfer der Szene und natürlich auch danach ausreichend bekleidet sein solle. Dafür gab es dann eine Szene in der Professor Colonna in einer Badewanne sitzt. Am Ende steigt er hinaus, und man sieht, dass er einen Badeanzug trägt. Dazu meint er, das Hays Office habe darauf bestanden. Dieser Gag wurde in ein paar Kritiken gelobt, zum Beispiel in der des Motion Picture Herald.

### Erstaufführung
Sis Hopkins wurde am 4. April 1941 in St. Louis uraufgeführt. Die Veranstaltung, die der Unterstützung Griechenlands im Griechisch-Italienischen Krieg gewidmet war, war die erste Uraufführung eines Films in St. Louis und wurde entsprechend gefeiert. Der Bürgermeister rief dazu einen Sis-Hopkins-Tag aus.
Der von Republic Pictures vertriebene Film kam am 12. April 1941 in die US-amerikanischen Kinos.

## Rezeption

### Kritiken
Sis Hopkins wird häufig ambivalent gesehen. Der TV Guide sagt es relativ klar: Wegen des bereits zur Veröffentlichung des Films veralteten Humors sei der Film dumm und langweilig für die einen, aber eine große Freude für andere. Ähnlich sieht es der Kritiker von den Harrison’s Reports. Er schrieb, wer Judy Canova mag sollte den Film auch mögen, und lobte auch die Produktionswerte des Films. Die etwas einfallslose Geschichte und die banalen Dialoge würden anspruchsvolle Zuschauer dagegen nicht so gut finden. Die Variety sah sich durch Judy Canova unterhalten, deren Stil sie jedoch als hinterwäldlerisch bezeichnete. Bosley Crowther dagegen sah nur eine dumme Farce.
Die Musik, Hillbilly genauso wie die Arie, wird gelobt, und die verschwenderische Musiknummer am Ende ebenfalls. Bosley Crowther sieht jedoch auch das anders. Während er sich über ein paar ländliche Reigen lustig macht, spottet er, dass die Opernarie genauso gut zu dem Film passe, wie es eine Fuge von Bach täte.
Die schauspielerischen Leistungen von Susan Hayward werden gelobt genau wie die von Charles Butterworth und Judy Canova. Bosley Crowther meint dagegen, Charles Butterworth agiere verwirrt, während Bob Crosby fade wirke.

### Nominierung
Republic Pictures wurden 1942 für Sis Hopkins in der Kategorie Bestes Szenenbild (schwarzweiß) für einen Oscar nominiert. Das Studio zog den Film jedoch zurück, sodass die Nominierung nicht offiziell ist.

### Folgen
Die Produktionskosten von Sis Hopkins waren laut Angabe des Studios 750.000 Dollar, tatsächlich waren es allerdings vermutlich eher 500.000 Dollar. Dennoch war dies sehr viel angesichts der Möglichkeiten von Republic Pictures. Trotz dieser Kosten machte der Film reichlich Gewinn. Dies steigerte das Ansehen von Republic weiter. Judy Canova forderte nach diesem Film erfolgreich ein Mitspracherecht über das Script, den Regisseur und die Besetzung ihrer zukünftigen Filme bei Republic Pictures, sowie das Recht auf einen Anteil an deren Gewinn. Dies wurde ansonsten bei Republic nur John Wayne zugestanden, und auch ihm erst viel später. Zudem erhielt Judy Canova einen zusätzlichen Vertrag, laut dem sie in den nächsten fünf Jahren je einen Film bei Paramount drehen würde.